# Dolina Branice
Das Fauna-Flora-Habitat-Gebiet Dolina Branice liegt im Südwesten Sloweniens. Das etwa 63 km² große Schutzgebiet umfasst das mittlere Branica-Tal, ein Seitental des Vipava-Tals am Rand des Karstgebirges zwischen Potok pri Dornberku im Nordwesten und Orehovica im Südosten. Die Landschaft wird von Wäldern und extensiv genutzten Kalkmagerrasen und Wacholderheiden an den Talhängen und intensiv genutzten landwirtschaftlichen Flächen im Talgrund geprägt. Das Gebiet ist bedeutend für Amphibien und andere wassergebundene Tierarten. In den Wäldern leben verschiedene Totholzkäfer, wie Trauerbock und Heldbock.
Der Nordwesten des Gebiets liegt im europäischen Vogelschutzgebiet Kras. Das FFH-Gebiet Kras grenzt im Westen unmittelbar an.

## Schutzzweck

### Lebensraumtypen
Folgende Lebensraumtypen nach Anhang I der FFH-Richtlinie sind für das Gebiet gemeldet:
| EU Code | * | Lebensraumtyp (offizielle Bezeichnung)                           | Fläche (ha) |
| ------- | - | ---------------------------------------------------------------- | ----------- |
| 5130    |   | Formationen von Juniperus communis auf Kalkheiden und -rasen     | 978         |
| 6110    | * | Lückige basophile oder Kalk-Pionierrasen (Alysso-Sedion albi)    | 569         |
| 62A0    |   | Östliche sub-mediterrane Trockenrasen (Scorzoneratalia villosae) | 978         |
| 91L0    |   | Illyrische Eichen-Hainbuchenwälder (Erythronio-Carpinion)        | 1.722       |

### Arteninventar
Folgende Arten von gemeinschaftlichem Interesse kommen im Gebiet vor:
| Bild                       | EU Code | * | Art                        | wissenschaftlicher Name     | Artengruppe           |
| -------------------------- | ------- | - | -------------------------- | --------------------------- | --------------------- |
| Tigerbarbe                 | 1137    |   | Tigerbarbe                 | Barbus plebejus             | Fische und Rundmäuler |
| Gelbbauchunke              | 1193    |   | Gelbbauchunke              | Bombina variegata           | Amphibien             |
| Spanische Flagge           | 1078    | * | Spanische Flagge           | Callimorpha quadripunctaria | Schmetterlinge        |
| Grubenlaufkäfer            | 4014    |   | Grubenlaufkäfer            | Carabus variolosus          | Käfer                 |
|                            | 1088    |   | Großer Eichenbock          | Cerambyx cerdo              | Käfer                 |
| Große Quelljungfer         | 4046    |   | Große Quelljungfer         | Cordulegaster heros         | Libellen              |
| Oberitalienisches Neunauge | 1097    |   | Oberitalienisches Neunauge | Lethenteron zanandreai      | Fische und Rundmäuler |
| Hirschkäfer                | 1083    |   | Hirschkäfer                | Lucanus cervus              | Käfer                 |
| Trauerbock                 | 1089    |   | Trauerbock                 | Morimus funereus            | Käfer                 |
| Wimperfledermaus           | 1321    |   | Wimperfledermaus           | Myotis emarginatus          | Säugetiere            |
| Italienischer Springfrosch | 1215    |   | Italienischer Springfrosch | Rana latastei               | Amphibien             |
| Große Hufeisennase         | 1304    |   | Große Hufeisennase         | Rhinolophus ferrumequinum   | Säugetiere            |
| Alpen-Kammmolch            | 1167    |   | Alpen-Kammmolch            | Triturus carnifex           | Amphibien             |